# 保全経済会事件

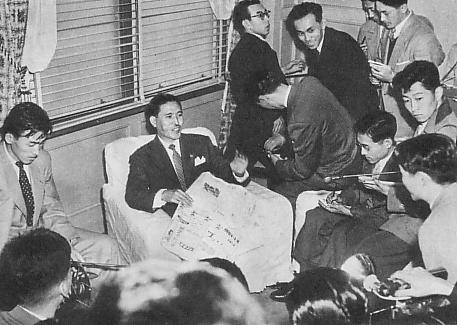
休業を宣言する保全経済会
中央の白い椅子に座っているのが伊藤斗福理事長

保全経済会事件（ほぜんけいざいかいじけん）とは、1953年に発生した、匿名組合保全経済会に係る詐欺事件。政界工作も問題になり、国会で証人喚問する事態に発展した。

## 事件の概要
保全経済会は、1948年に、伊藤斗福により東京に設立され、高配当を保証して集めた資金を使って投資を行ったが、実際には不動産等の投資による収益はなく経営基盤は脆弱であった。しかし、朝鮮戦争のもたらした特需によって株価が右肩上がりであったこともあり、同会は積極的な株式投機と新規出資者の出資金で配当をしながら拡大路線をとり、自転車操業を続けていた。出資金の一部は政界工作に使われ、改進党の中島弥団次・駒井重次や右派社会党の平野力三が同会の有給顧問を務めていた。
その後、1953年3月のスターリン死去に伴い株価が暴落した（スターリン暴落）。資金繰りに窮した同会は配当を月8%に引き上げたが、やがて経営に行き詰まり、10月に休業を宣言して出資金の支払いを停止し、社会問題化した。翌1954年1月、同会理事長の伊藤は詐欺容疑で逮捕され、同会は破産した。
保全経済会の会員数はピーク時に15万人に達し、被害総額はおよそ44億円となった。

## 経緯
- 1948年、伊藤斗福が保全経済会を東京に設立。
- 保全経済会は月5%から7%の高配当を保証して、新聞、雑誌、ラジオ等で大々的な宣伝を行い、農民や戦争未亡人らから資金を集め、中小企業への貸付をはじめる
- 1950年6月25日、朝鮮戦争がはじまる
- 朝鮮特需によって日本の経済が上向き始め、株価も上昇
- 1952年、東証の平均株価が一年で2倍以上に暴騰し、バブル経済の様相となる
- 1953年3月5日、ソ連の指導者スターリンの死去をきっかけに平均株価が378円から340円に暴落（スターリン暴落）

10月24日、保全経済会は一方的に休業を宣言して出資金の支払いを停止
同日、会員による取り付け騒ぎによって、東京日本橋の本社は警官が交通整理に当たるほどの大混乱となり、伊藤理事長は会員に全財産を差し出すと約束させられる
- 1954年1月26日、伊藤理事長が詐欺容疑で逮捕される

2月1日、同会の顧問をしていて証人喚問に呼ばれた平野力三は伊藤の話として、「自由党の広川弘禅を通じて池田勇人・佐藤栄作に3000万円、改進党の重光葵・大麻唯男に2000万円、鳩山一郎と三木武吉に1000万円を、それぞれ献金した」と証言する
2月17日、東京地検特捜部が伊藤を詐欺罪と外為法違反で起訴。伊藤は1966年1月に懲役10年の刑が確定した。
6月23日、出資法が公布される

## 社会的背景と影響
戦後混乱期には、保全経済会と同様の街の金融機関が多数暗躍していた。当時すでに、不特定多数の者からの資金の受け入れを正規の金融機関に限っていた銀行法や貸金業取締法の規定に抵触しないよう、こうした街の金融機関の多くは匿名組合を自称したり株主間の金の融通という形を取るなど様々な形で法的規制を免れていた。無論保全経済会の破綻を切っ掛けとして、街の金融機関の多くは取り付け騒ぎを招き、相次いで倒産した。
伊藤は1953年10月の時点では会員に対して、自分の全財産を差し出すと約束していたが、その後法廷では「保全経済会は匿名組合なので出資金を返す必要はない」と主張した。このことから投資と預かり金の境界について、消費者保護の観点から議論されることとなり、1954年に出資の受入れ、預り金及び金利等の取締りに関する法律（出資法若しくは出資取締法）が成立するきっかけとなった。同法により、不特定多数の者に対する元本保証した出資の受入れすることと、根拠法なく業としての預かり金をすることの禁止が定められた。

## 保全経済会の広告
保全経済会は雑誌などの各種媒体に下記のような広告を掲載し、破綻寸前まで大々的に資金の募集をかけていた（両広告とも1953年のもの）。

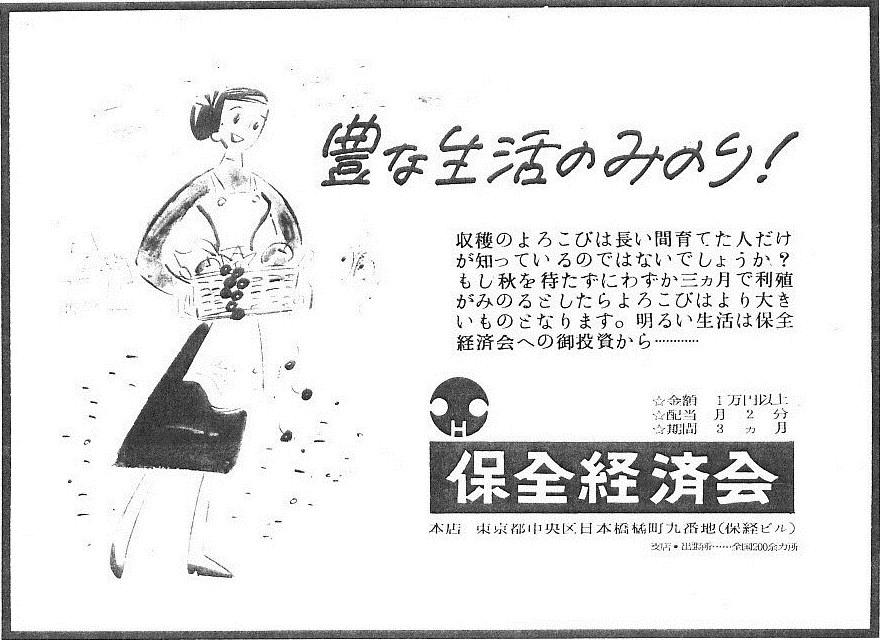
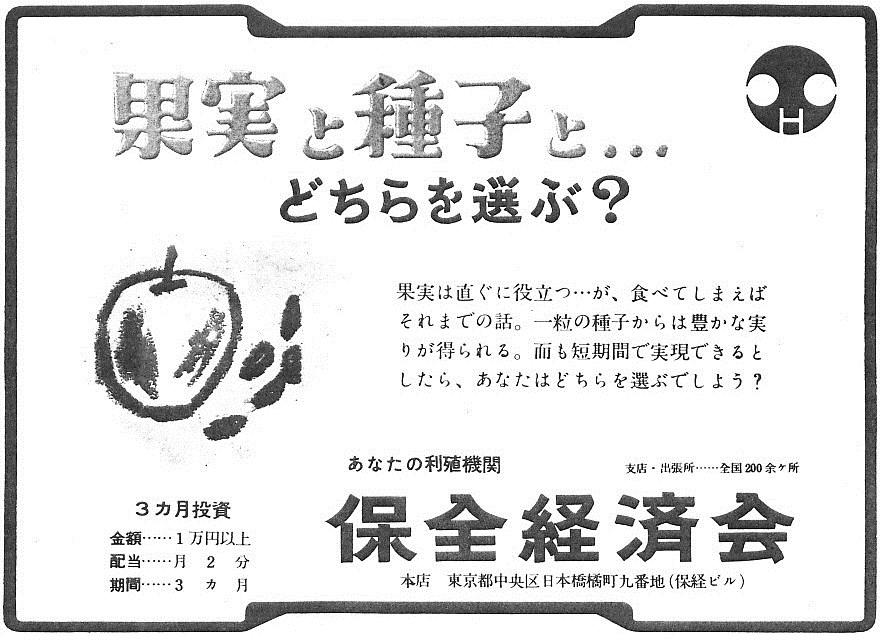